# دان جي. مارلو
دان جي. مارلو (بالإنجليزية: Dan J. Marlowe)‏ (1914، لوويل في الولايات المتحدة - 22 يوليو 1986 في الولايات المتحدة)؛ روائي أمريكي.